# Москва-Сити (станция метро)
«Москва́-Си́ти» (до 31 марта 2024 года — «Междунаро́дная») — одна из трёх конечных тупиковых станций Филёвской линии Московского метрополитена, следующая за станцией «Деловой центр». Сооружена на нижнем уровне центрального ядра комплекса Москва-Сити. В 2005 году станция была открыта для движения поездов в испытательных целях и до 30 августа 2006 года использовалась в качестве оборотного тупика соседней станции «Выставочная» (ныне — «Деловой центр»). Пикет ПК010+66,735 (пикет линии «мини-метро»). Входит в состав транспортно-пересадочного узла «Москва-Сити», включающего в себя одноимённую станцию МЦК (до 2024 года — Деловой центр) и одноимённую платформу МЦД-4 (до 2024 года — Тестовская), а также платформу МЦД-1 Тестовская (Москва-Сити).

## История
В начале 1990-х годов Правительство Москвы приступило к реализации проекта строительства делового центра Москва-Сити. Согласно проекту 1993 года, предполагалось построить на его территории станцию «Москва-Сити» продолжения Калининской линии. Однако из-за недостатка финансирования было решено отказаться от продления Калининской линии на неопределённый срок.
Было принято решение максимально удешевить строительство новых участков метрополитена. Так появилась концепция «мини-метро», которое должно было иметь по сравнению с обычным метрополитеном кривые меньшего радиуса, более крутые подъёмы и более короткие платформы (90 метров). Было решено построить линию мини-метро от станции «Киевская» до будущей станции «Международная», носившей в то время проектное название «Москва-Сити».
Строительство линии мини-метро началось в начале 2000-х. В октябре 2003 года проходческим щитом был пройден тоннель до будущей станции «Международная».
В конце 2004 года было принято решение отказаться от концепции мини-метро и удлинить платформы строящихся станций до 118 метров для возможности приёма четырёхвагонных составов «Русич». Вместо мини-метро предполагалось сделать обычное ответвление от Филёвской линии.
В сентябре 2005 года была открыта соседняя станция «Деловой центр» (2008 — 31 марта 2024 — «Выставочная»). Тогда пути строящейся станции «Международная» стали использоваться для оборота составов. Первую половину 2006 года велось строительство вестибюля станции «Международная».
Торжественное открытие станции «Международная» состоялось 30 августа 2006 года. В 15:07 на неё прибыл первый поезд с пассажирами. «Международная» стала 172-й по счёту станцией Московского метрополитена.
10 сентября 2016 года вместе с открытием пассажирского движения электропоездов по Московской кольцевой железной дороге была открыта пересадка на станцию «Деловой центр» (ныне — «Москва-Сити») МЦК.

## Архитектура и оформление

Недостроенная «Международная» использовалась для оборота составов

Станция выполнена в виде трёхсводчатого зала. Тюбинговые кольца боковых залов (внешний диаметр — 7,5 метра) разомкнуты и опираются на стеновые конструкции из стального проката. На эти стены опирается и свод центрального зала (диаметр также 7,5 метра). В поперечном сечении платформенный участок представляет собой многопролётную раму с сеткой колонн 7,8 метра.
Ширина платформы на станции составляет 11,8 метра, что значительно у́же других станций глубокого заложения Московского метрополитена, где диаметр боковых залов, как правило, 8,5 метра, а диаметр центрального зала составляет 9,5 метра. В связи с этим платформы в боковых залах «Международной» являются очень узкими (около 2 метров при нормативе 2,5—2,8 метра). Между центральным и боковыми залами устроено 5 пар проходов, распределённых по длине станции неравномерно: по две пары у каждого из торцов и один в средней части станции.

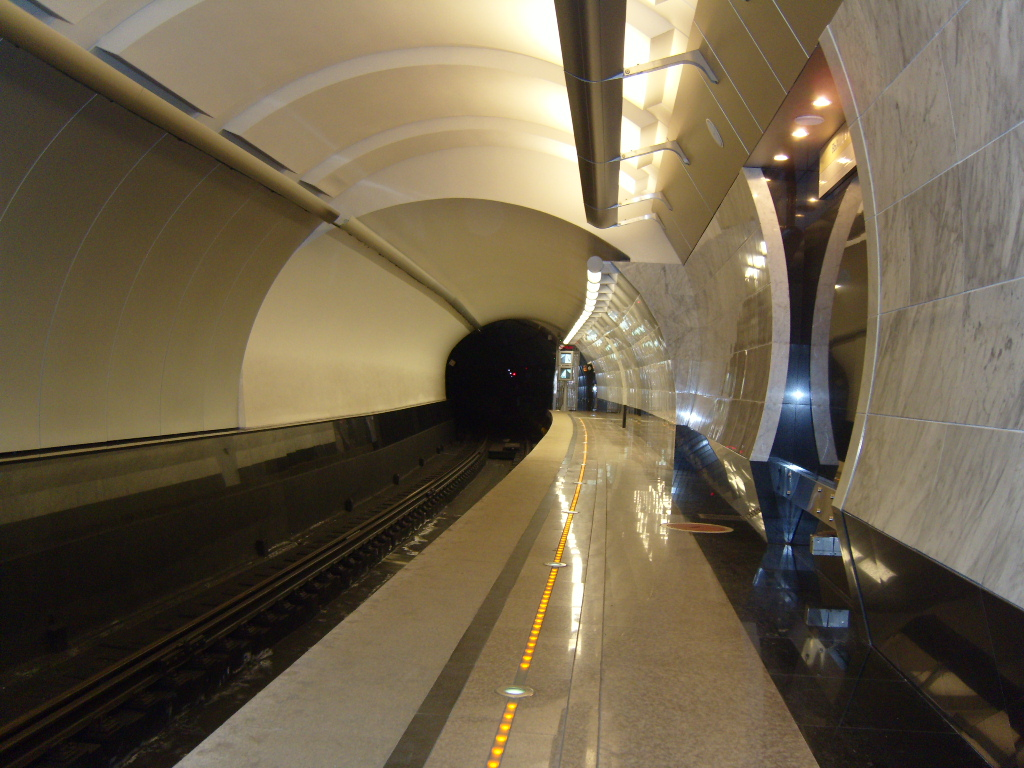
Изогнутая часть платформы

Первоначально станция проектировалась длиной в 90 метров с расчётом на приём трёхвагонных поездов из вагонов типа «Русич», но впоследствии проект был пересмотрен, и платформа была удлинена до 118 метров для возможности приёма четырёхвагонных «Русичей» или шестивагонных составов традиционных моделей. Из-за удлинения платформы восточный конец станции оказался слегка изогнутым. Из-за близости путевого развития контактный рельс вынесен из-под платформы к путевой стене. Это единственное такое место на подземных станциях Московского метрополитена.
Стены залов облицованы бело-серым мрамором. Для облицовки станции использовался камень разных месторождений, в частности, «Коелга», «Гирюзун», «Возрождение», «Мансуровский». Вогнутые стены пилонов со стороны платформ и центрального зала облицованы белым мрамором «Бьянка Карара». Проходы имеют декоративные вставки из алюкобонда. Торцы пилонов покрыты шлифованной нержавеющей сталью, а цоколи покрыты чёрным лабрадоритом. Путевые стены закрыты алюминиевыми панелями. Название станции прорезано на алюминиевых пластинах, прикреплённых на путевых стенах. Сами путевые стены имеют цоколь, облицованный коричневым полированным гранитом. Свод станции облицован стеклопластиком.
На станции шестнадцать ниш в центре и на перронах, благодаря чему станция, имея колонно-стеновую конструкцию, выглядит как пилонная, а длинные, достигающие 20 метров, стены без проходов не бросаются в глаза. Ниши облицованы чёрным гранитом, контрастирующим с серо-белым мрамором, которым облицованы стены. Кроме того, ниши выделены светом и чёрными полосами на коричневом гранитном полу. В нишах со стороны центрального зала находятся информационные указатели и скамейки для пассажиров, выполненные в виде отдельных стульев.
Пол станции выложен коричневым курдайским гранитом, который обрамляют полосы чёрного лабрадорита. У края платформ зона безопасности отмечена выступающей над уровнем пола гранитной полоской, созданной для незрячих пассажиров.
Световое решение станции — скрытые люминесцентные светильники, светодиодные элементы, световые линии в проёмах между колоннами, оригинальные эскалаторные фонари. Вдоль каждой платформы были впервые установлены жёлтые светодиодные линии, которые обозначают зону безопасности. Эти линии зажигаются в отсутствие поезда и последовательно гаснут, когда поезд прибывает на станцию.

## Вестибюли и пересадки

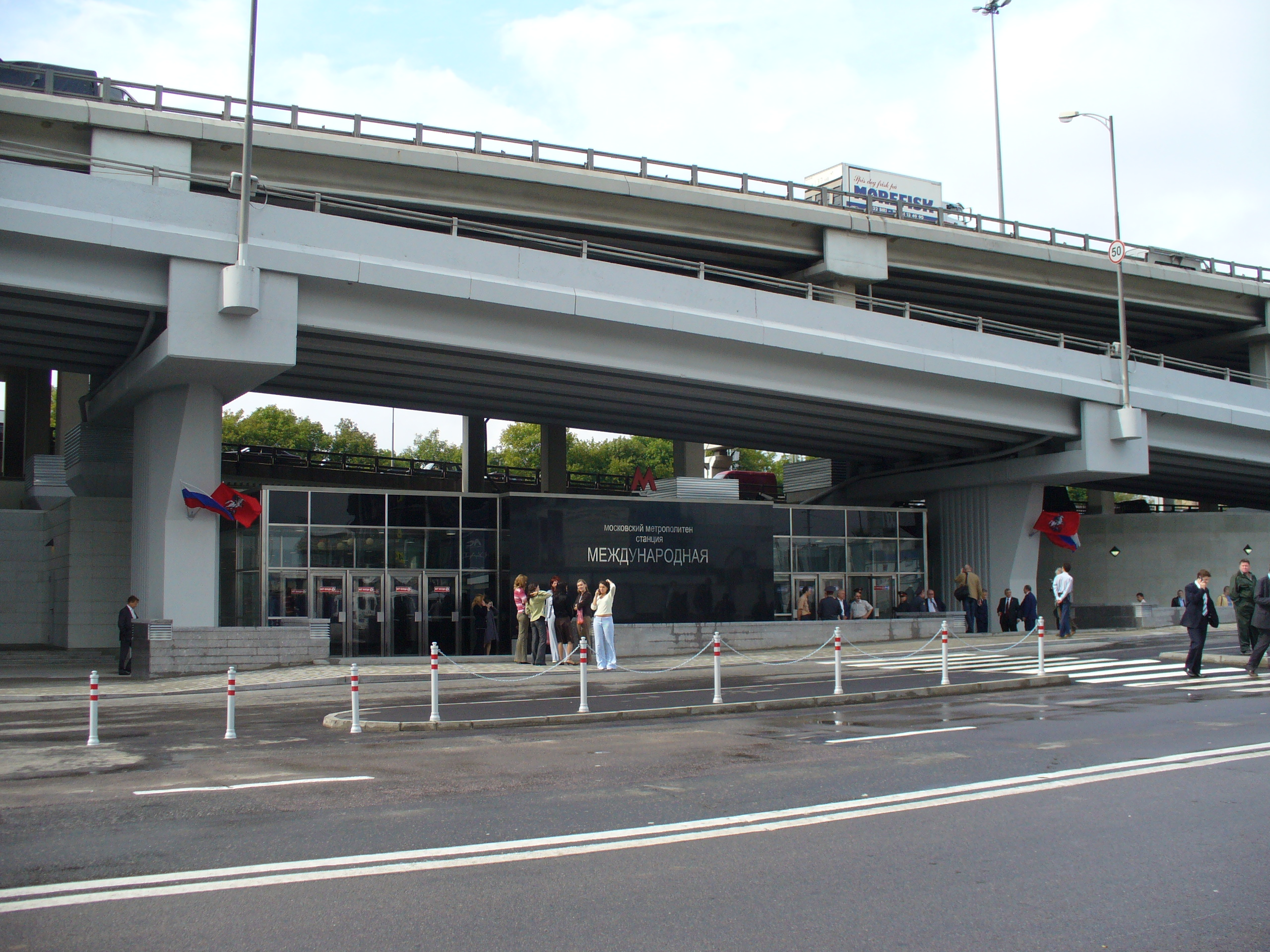
Вестибюль под эстакадой Третьего транспортного кольца

Просторный вестибюль (1100 м²) соединён с платформой трёхленточным эскалатором типа Е25Т (высота эскалатора 25 метров). Стены вестибюля облицованы белым мрамором коелгинского месторождения. Белый подвесной потолок поддерживается круглыми металлическими колоннами. В потолок вмонтированы светильники, динамики и камеры теленаблюдения. Пол выложен серым и чёрным гранитом. Чёрный гранит также использован для облицовки здания вестибюля снаружи. В вестибюле находятся билетные кассы, застеклённый полицейский пост и модернизированные турникеты со створками.

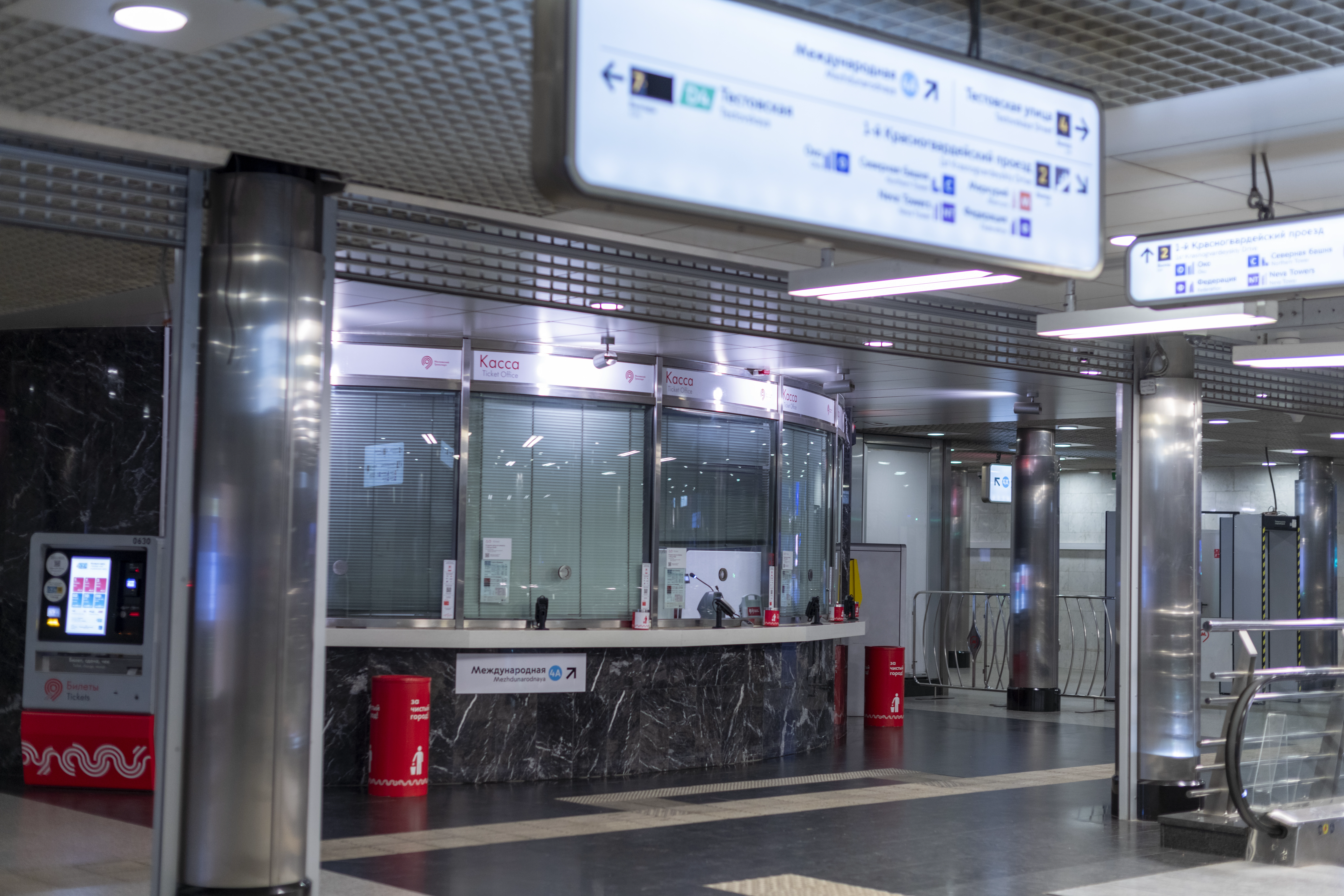
Интерьер вестибюля

Здание вестибюля расположено под эстакадой Третьего транспортного кольца и имеет выход на Тестовскую улицу и на территорию ММДЦ «Москва-Сити». Поблизости от вестибюля находится платформа Тестовская Смоленского направления МЖД.
30 декабря 2017 года открылся второй вестибюль с новым выходом из восточного торца станции. Он построен на 5 и 6 подземных уровнях комплекса IQ-квартал. В оформлении вестибюля использован гранит; белый, серый и чёрный мрамор. С 30 июля 2023 года вестибюль неоднократно закрывался в связи с повреждениями остекления IQ-квартала в результате атак БПЛА по зданиям комплекса.
Станция является пересадочной на станцию «Москва-Сити» Московского центрального кольца. По мере развития пространства общего вестибюля и перехода были сооружены торговые павильоны и ресторанный дворик.

## Путевое развитие

Схема путей на станции Москва-Сити

За станцией нет оборотных тупиков, поэтому для оборота составов используется только перекрёстный съезд между «Деловым центром» и «Москва-Сити». Он состоит из 4 стрелок, 6 острых крестовин и 2 тупых крестовин, длина перекрёстного съезда составляет 64 м.
В течение первых двух лет после открытия до станции «Москва-Сити» следовали поезда 51 и 52 маршрутов, и прибывали они только на один из путей, в настоящее время ездят поезда 51—55 маршрутов, а также иногда других, и прибывают они на первый и на второй пути.

## Перспективы развития
За станцией планировалось строительство тоннелей к станции «Фили» и новых станций на перегоне «Москва-Сити» — «Фили». В свою очередь станции «Кутузовская» и «Студенческая» могли быть переделаны в новое радиальное направление.
Осенью 2016 года появились планы строительства моста-галереи длиной 250 м, который свяжет станцию «Москва-Сити», станцию МЦК «Деловой центр», деловой комплекс «Москва-Сити» и Пресненскую набережную.
Когда станция ещё строилась, высказывались предположения о будущем продолжении линии. Согласно планам 2006 года, линия должна была быть продолжена за «Москва-Сити» до станций «Полежаевская»,«Динамо» и «Савёловская». Однако затем план строительства новой Большой кольцевой линии был скорректирован, и первый её участок, открытый в 2018 году, начинается от станции «Деловой центр».

## Конструкционные рекорды
- Расстояние между станциями «Деловой Центр» — «Москва-Сити» является самым коротким в Московском метрополитене[25] (497 метров между осями станций, протяжённость перегонных тоннелей — 379 метров).
- Станция имеет самые низкие потолки.
- Станция имеет самые узкие посадочные платформы среди станций Московского метро (от 2,4 метра до 1,5 метра в загнутой части платформы).

## Галерея
| - Проход на посадочную платформу - Название станции на путевой стене до смены названия - Скамейка - Стена пилона - Эскалаторный наклон |

## Станция в цифрах
- Таблица времени прохождения первого поезда через станцию[26]:

| По чётным числам                  | Будние дни | Выходные дни |
| По нечётным числам                | Будние дни | Выходные дни |
| В сторону станции «Деловой центр» | 06:07:00   | 06:07:00     |
| В сторону станции «Деловой центр» | 05:45:00   | 05:50:00     |

## Наземный общественный транспорт
На этой станции можно пересесть на следующие маршруты городского пассажирского транспорта:
- Автобусы: с344